# Robert Burns
Robert Burns (Alloway, 25 gennaio 1759 – Dumfries, 21 luglio 1796) è stato un poeta e compositore scozzese, il più noto fra quanti scrissero versi in lingua scots.

## Biografia
Nacque ad Alloway, in Ayrshire, Scozia, da una famiglia contadina, primo di sette figli. Nonostante le difficoltà economiche il padre gli procurò un insegnante, secondo il quale il giovane "faceva rapidi progressi nel leggere seppur fosse solo tollerabile nello scrivere". Burns divenne a quindici anni il principale lavoratore alla fattoria, al punto che la spinta a scrivere divenne per lui uno sfogo e una fuga dalle "sue circostanze"; a quest'età scrisse la prima poesia, My Handsome Nell, che mostra già in questi primi versi il grande senso del ritmo nella scrittura del poeta.
In seguito alla morte del padre, Robert si dimostrò più interessato alla poesia che a condurre la fattoria insieme al fratello Gilbert. Avendo avuto dei guai a causa del figlio illegittimo avuto con Jean Armour (che sarebbe diventata sua moglie), il poeta si preparava a fuggire nelle Indie Occidentali. A salvarlo dal diventare uno dei tanti emigrati nelle Americhe fu la pubblicazione nell'aprile del 1786 della sua prima collezione di poesie, Poems - Chiefly in the Scottish Dialect (Kilmarnock Edition), raccolta di poesie a tema satirico e amoroso. I Poems ebbero un notevole successo nella sua regione, e gli valsero l'attenzione di diversi ricchi nobili della zona, tra cui anche la facoltosa Miss Dunlop, nientemeno che una discendente di William Wallace: grazie a questo suo successo nelle lettere il poeta poté rimanere in Scozia.
Il 4 luglio 1781, all'età di 22 anni Burns fu iniziato in Massoneria nella St David Lodge No.174 , in seguito fu affiliato nella loggia Canongate Kilwinning di Edimburgo, la più vecchia loggia massonica in attività del mondo .
La sua fama crebbe rapidamente: poco dopo la prima pubblicazione delle sue opere il quotidiano Edinburgh Magazine gli dedicò un articolo, e i suoi amici gli suggerirono di recarsi nella capitale per promuovere le sue opere. Fu così che nel 1787 il poeta visitò per la prima volta Edimburgo con lo scopo di preparare una nuova edizione dei suoi Poems. Nella capitale entrò in contatto con i letterati dell'epoca, tra cui Henry Mackenzie, che lo definì heaven taught ploughman (contadino istruito dal Cielo) e il quindicenne Walter Scott, che rimase ammirato dal suo contegno e dal suo carattere. Nonostante ciò, la fama ottenuta nell'ambito dell'élite non fu una soluzione alle ristrettezze economiche (specialmente ora che aveva sposato Jean), cosicché il poeta cominciò ad esercitare la professione di esattore delle tasse, continuando comunque a scrivere poesie e canzoni tradizionali (in tutto conserviamo circa 600 componimenti).

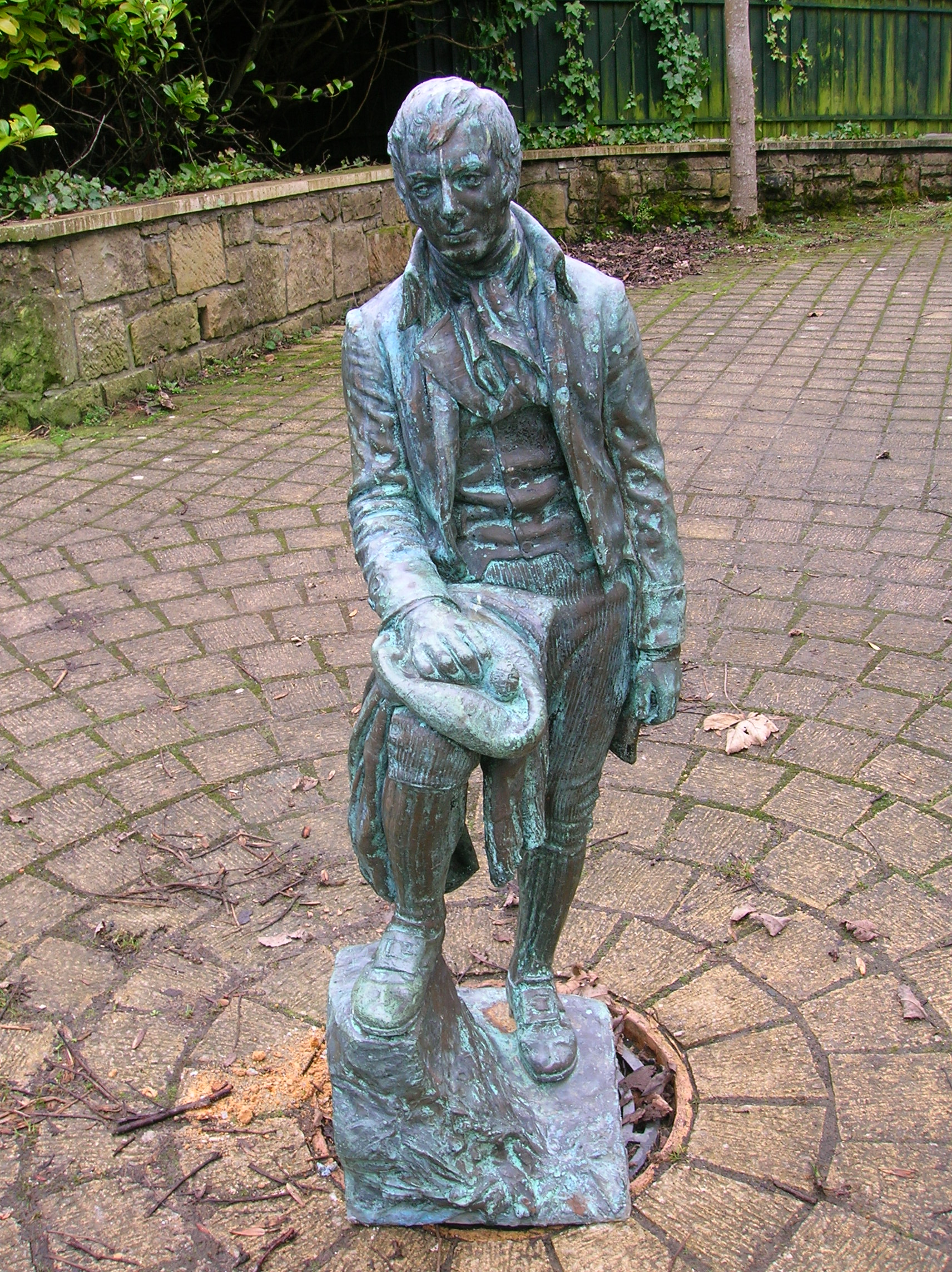
Statua di Burns a Irvine

Sull'importanza delle opere di Burns è tuttora in atto una controversa discussione tra la corrente "mainstream", e chi fa invece notare quanto siano stati sottovalutati e volutamente tralasciati per molti decenni tutti i suoi componimenti politico/satirici, che all'epoca se divulgati gli sarebbero costati l'esilio o la morte. Oltre alle opere, anche la figura del poeta è stata vittima, e lo è tuttora, di pregiudizi e giudizi negativi fondati, secondo molti studiosi di questo secolo, solo su dicerie. L'uscita nel 2001 del Canongate Burns ha riacceso in maniera energica le polemiche tra le due correnti: il Canongate infatti propone diversi componimenti fino ad allora sconosciuti ed ora attribuiti a Burns, contestati però da diversi studiosi.
Non resta che attendere la fine eventuale di questa diatriba per sperare in un lavoro serio di analisi sui presunti nuovi componimenti, tra i quali se ne trovano diversi che certo hanno una somiglianza fortissima con quanto di riconosciuto abbiamo come opera del bardo di Scozia. Oltre a questo, in ambito accademico è anche in corso una accesa discussione per promuovere Burns al rango di poeta maggiore.
Di sicuro Burns ha influenzato con le sue opere e con il suo linguaggio poetico vitale ed appassionato grandissimi artisti come Hugh MacDiarmid, Ralph Waldo Emerson, William Butler Yeats, Seamus Heaney.
Oltre a questo, nell'800 e 900 le canzoni composte da Burns e donate alle collezioni di James Johnson e George Thomson ebbero una grandissima diffusione negli Stati Uniti, ma dato che il contributo del poeta era stato perlopiù in forma anonima, nessuno seppe che era quasi tutto frutto delle abilità compositive di Robert Burns. I suoi ultimi anni furono dedicati alla composizione di grandi opere come My love is like a red, red rose o del poema fantastico-leggendario Tam o' Shanter.
Il faticoso lavoro intrapreso durante l'adolescenza aggravò gli effetti di una malattia cardiaca che lo condusse alla morte a soli 37 anni, il giorno dopo quello in cui la moglie diede alla luce il suo ultimo figlio, Maxwell. Oltre 10.000 persone parteciparono al suo funerale. Ciò fu comunque poco rispetto alla popolarità che l'autore ha raggiunto in Scozia. Egli è il "Bardo Scozzese" che viene ricordato dall'intera nazione ogni anno nell'anniversario della nascita, con le famose Burns suppers, le "cene di Burns", durante le quali recite, canzoni e discorsi ricordano colui che ha aiutato a mettere per iscritto l'identità di una nazione.

## Burns Supper

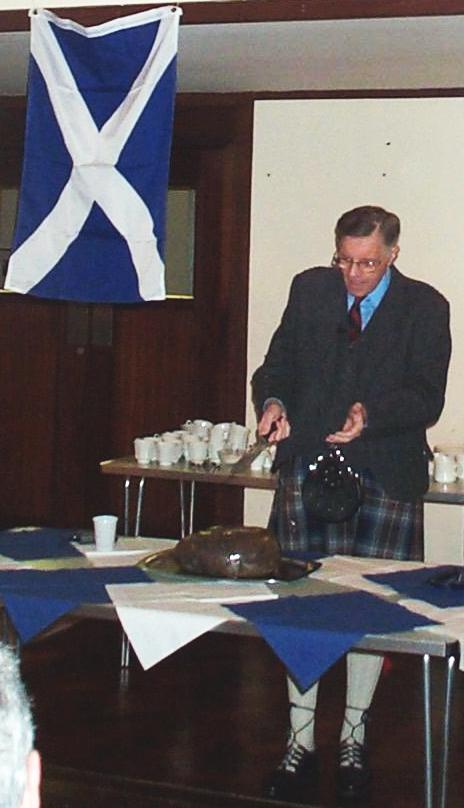
Burns Supper tenuta a Oxford nel 2004

Società letterarie e singole famiglie organizzano ogni anno una cena in onore dell'anniversario della nascita del loro bardo, il 25 gennaio. Per l'occasione, l'intera nazione celebra la propria identità e il proprio orgoglio scozzese, seguendo le bicentenarie tradizioni in modo attento e nostalgico. La cena viene aperta con le parole della Selkirk Grace ("Ringraziamento di Selkirk") che recita così:
In seguito, la cena prevede piatti tipici della tradizione scozzese: principalmente una minestra come antipasto (generalmente di porro, rape o legumi), seguita dal piatto principale - il famoso haggis, uno stomaco di pecora riempito dalle interiora dell'animale - accompagnato da neeps and tatties, ovvero rape e patate.
Nelle cene più raffinate, l'haggis viene portato in tavola dalla Poosie Nancy, una giovane in abito tradizionale accompagnata da un suonatore di cornamusa; uno dei convitati rivolge all'haggis un discorso per poi tagliarlo con il coltello che è parte integrante dell'abito tradizionale maschile. Tutto ciò è seguito da uno dei rinomati pudding o trifles, generalmente inzuppati di sherry, da un caffè e da un goccio di whisky accompagnato da quadretti di Scottish Tablet, un friabile tipo di mou la cui ricetta viene tramandata dalla tradizione.
Dopo il pasto alcuni dei convitati allietano la serata con l'Immortal Memory, un discorso dedicato all'immortale risonanza dell'opera di Burns; il Toast to the Lassies, il "brindisi alle donne", seguito dalla risposta dalla controparte femminile; poesie e canzoni dal repertorio del poeta, generalmente in sintonia con il tema dell'Immortal Memory. Il tutto viene chiuso, ancora una volta, con i versi di Burns, cantando la canzone di commiato Auld Lang Syne.

## Curiosità
- A Burns è stato intitolato il cratere Burns, sulla superficie di Mercurio.
- Alcuni versi di una poesia di Robert Burns vengono citati da Maggie Smith nel film La strana voglia di Jean, nella versione originale The Prime of Miss Jean Brodie, ambientato ad Edimburgo e tratto dal romanzo omonimo della famosa scrittrice scozzese Muriel Spark: "Vieni autunno pensoso, vestito di grigio e di ocra, consolami con i segni della tua natura in declino".